# مجرة المذنب
مجرة المذنب، مجرة حلزونية في اتجاه كوكبة معمل النحات وتقع على بعد 3.2 مليار سنة ضوئية من الأرض، في التجمع المجري أبيل 2667، تم اكتشافها بواسطة مرصد هابل الفضائي. في 2 مارس 2007. هذه المجرة لديها كتلة أكبر قليلا من كتلة مجرتنا درب التبانة.

## البنية
هذه المجرة الحلزونية فريدة من نوعها، والتي تقع على بعد 3.2 مليار سنة ضوئية من الأرض حيث ينبعث منها دفق ممتد من العقد الزرقاء اللامعة وحزم منتشرة مصدرها النجوم الشبابة، تندفع بسرعة 3.5 مليون كلم/ساعة من خلال العنقود المجري أبيل 2667 مثل ذيل مذنب، ويمتد في الفضاء بطول 600,000 سنة ضوئية.
يجري حاليا تمزيق مجرة المذنب إلى اشلاء وتجريدها من الغاز وتتفرق نجوم المجرة بعيدا. بسبب حركتها خلال العنقود المجري بسرعة أكبر من مليوني ميل في الساعة، أحد من الأسباب الرئيسية لحدوث ذلك قوة المد والجزر المجري وبلازما الغازات من العنقود المجري.